# امالنر
امالنر (به انگلیسی: Amalner) یک منطقهٔ مسکونی در هند است که در مهاراشترا واقع شده‌است.

## خصوصیات
امالنر ۹۱٬۴۵۶ نفر جمعیت دارد و ۱۸۸ متر بالاتر از سطح دریا واقع شده‌است.